# Association de la jeunesse espoir de la fraternité
 (novembre 2016).
L'Association de la jeunesse espoir de la fraternité (AJEF) (Asociacion de Jovenes Esperanza de la Fraternidad) est une société fraternelle ou mouvement de jeunesse proche de la franc-maçonnerie. Cet organisme maçonnique s'adresse aux garçons de 14 à 21 ans. Il est essentiellement présent au Mexique, aux États-Unis et dans quelques pays d'Amérique latine comme le Chili.

## Histoire
L'AJEF est fondée en 1936 à La Havane (Cuba) par le franc-maçon  Fernando Suarez Nunez(7 mai 1882, 24 janvier 1946). 
La première loge AJEF, appelée Esperanza (Espoir) est créée le 9 février 1936, dans les locaux de la Grande Loge de Cuba par l'initiation de 82 jeunes. 
Inspiré des idées de José Marti, le fondateur trouve dans la jeunesse les ressources nécessaires à l'épanouissement de la maçonnerie et de la jeune démocratie cubaine. Dès 1939, l'AJEF compte au moins 5 000 membres. En 1939, une première loge AJEF mexicaine, portant le nom de Benito Juarez, est fondée à Véracruz.

## Organisation

### Philosophie et rituel
- L'« ajéfisme » est défini comme un système d'éducation basé sur l'espoir de la fraternité universelle et aussi sur la fraternité maçonnique pour préparer les jeunes à avoir une vision plus humaine du monde, une éducation morale dans leur préparation à la vie d'adulte et d'intégrer l'institution maçonnique.

- Les initiales A.J.E.F. symbolisent les quatre valeurs suivantes :
  - Amour
  - Jeunesse
  - Espoir
  - Fraternité.

- Les rituels qui constituent l'exercice de l'ajéfisme visent à développer les valeurs morales et les aptitudes sociales parmi les initiés.

- La devise de l'institution est : « La nation et l'humanité » (« Por la patria y la humanidad »)

### Structure du mouvement
À la création de AJEF les organisations locales étaient connues sous le nom de loges. Depuis, pour renforcer le fait qu'elles ne sont pas maçonniques, elles portent le nom de chapitres. 
Mais chaque chapitre est parrainé par une loge maçonnique qui leur apporte le soutien financier et logistique.

### Officiers
Les membres d'un chapitre sont :
- Guide
- Premier conseiller
- Deuxième conseiller
- Secrétaire
- Trésorier
- Orateur
- Gardien
- Maître de chœur
- Conducteur de cérémonie
- Hospitalier
- Porte-étendard
- Garde-étendard
- Expert
- Instructeur (maître-maçon)
- Town (nom donné à l'ensemble des participants n'ayant pas d'office)